# Harense Wildernis
De Harense Wildernis of Harener Wildernis is een moerassig natuurgebied van 12 ha groot in de Onnerpolder, gemeente Groningen, provincie Groningen. Het gebied is gelegen ten oosten van de dr. Ebelsweg te Haren. Het is in 1919 door de Vereniging Natuurmonumenten aangekocht en sinds die tijd enige malen uitgebreid. Het gebied is vanwege de kwetsbaarheid niet toegankelijk voor het publiek.

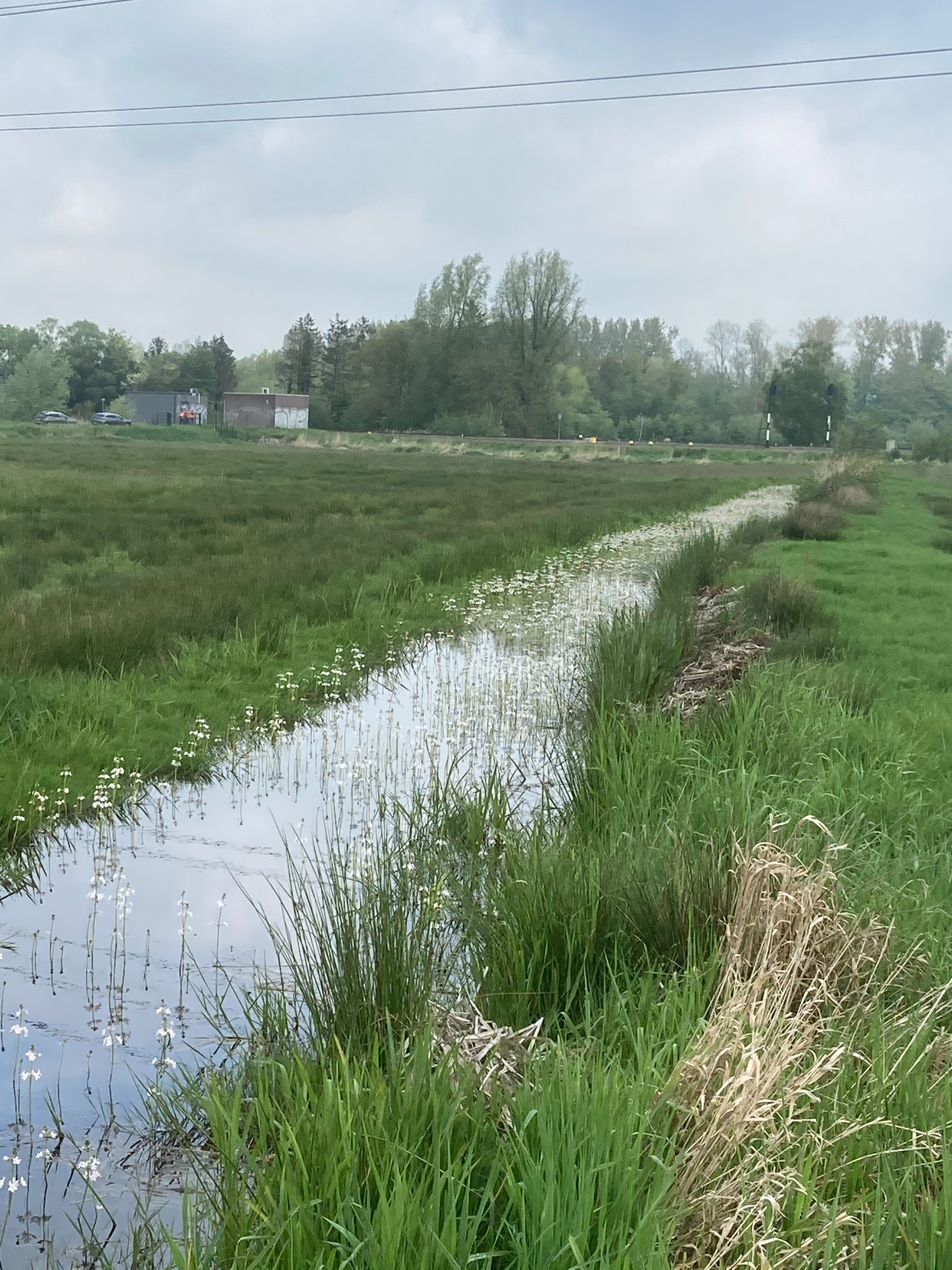

Het gebied bestaat uit moerasbos en restanten van afgravingen voor de turfwinning. De bij de turfwinning gevormde petgaten zijn in de loop van de tijd vrijwel geheel dichtgegroeid. De dominante boomsoort in het bosje is de els. De ondergroei bestaat onder meer uit koninginnekruid, koningsvaren en kattenstaart. In het gebied is geprobeerd betere kansen voor plantensoorten als wateraardbei en moerasandoorn te scheppen door de petgaten weer deels uit te graven.
De Harense Wildernis maakt deel uit van het Zuidlaardermeergebied. Omdat dit gebied grotendeels in bezit is van de Stichting Het Groninger Landschap, is de Harense Wildernis in 2001 door Natuurmonumenten overgedragen aan deze stichting.